# Silence (cântec de Celia)
„Silence” este un cântec dance al interpretei de origine română Celia. Piesa a fost lansată la finele anului 2008.
La finele anului 2008 a început campania de promovare a unui nou extras pe single al interpretei. Piesa, intitulată „Silence”, a avut premiera pe postul de radio Vibe FM, pe data de 17 noiembrie. Înregistarea prezenta o schimbare în stilul abordat de Celia până la acel moment, ea afișând influențe de muzică techno sau minimal. Aceste particularități diferențiază „Silence” de șlagărele anterioare ale solistei. Compoziția a intrat în ierarhiile compilate de posturile de radio din România, în ciuda faptului că nu a beneficiat de un videoclip, spre deosebire de cântecele promovate anterior. Cântecul a fost înregistrat pentru cel de-al doilea album al interpretei, material ce se preconiza că va apărea în prima jumătate a anului următor. Înaintea lansării propriu-zise a discului, se anunțase promvarea unui nou extras pe single, acesta beneficiind de un videoclip. Cu toate acestea, startul comercializării a fost amânat pentru anul 2010. În aceeași perioadă, Celia a promovat și compoziția „Lacrimi reci”, o înregistrare similară cu „Silence”, ea fiind interpretată și în cadrul emisiunii Happy Hour în luna martie 2009.
„Silence” adoptă aceleași trăsături precum „My Story” (succesorul său), cântecul prezentând influențe ale stilurilor techno, minimal, electronic, tech house.

## Versiuni existente
- „Silence” (versiune originală)
- „Silence” (instrumental)